# Eastermar

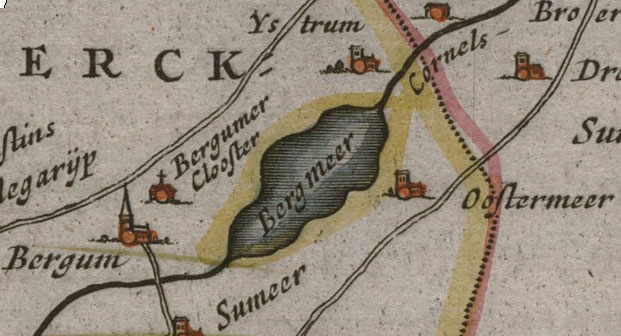
Oostermeer auf einer Karte um 1630

Eastermar (niederländisch Oostermeer) ist ein niederländischer Ort in der Provinz Friesland mit 1580 Einwohnern (Stand: 1. Januar 2024). Er gehört zur Gemeinde Tytsjerksteradiel.

## Geographie
Eastermar wurde auf einem Sandrücken gebaut und ist umgeben von einer Wallheckenlandschaft. Die Überreste der früheren Wallhecken findet man teilweise auch in den Neubaugebieten. Das Dorf liegt mit seinen beiden Yachthäfen unmittelbar am Ostufer der Lits. Dieser Fluss verbindet den See De Leien mit dem Burgumermar und ist ein Teilstück der Lits-Lauwersmeeroute. Die beiden Seen liegen je etwa 500 Meter vom Ortskern entfernt.

## Herkunft des Namens
Den Namen 'Eastermar' bedeutet östlich der See und bezieht sich auf dem früheren Ortskern des Dorfes. Diesen ursprünglichen Ortskern trägt heute den Namen 't Heechsân und liegt tatsächlich östlich der Burgumermar.
Die um 1600 gegründete Siedlung an der Lits wurde anfangs als de Wâl bezeichnet. Im Laufe der Zeit wuchs diese Siedlung und die Einwohnerzahl überstieg die des ursprünglichen Ortskerns. Als sich der Bevölkerungsmittelpunkt nach der Lits verschob, verschob sich auch der Name. Aus de Wâl wurde Eastermar und aus dem ursprünglichen Eastermar wurde 't Heechsân.

## Geschichte
Um 1600 wurde an der Lits eine Fehnsiedlung gegründet. Bis um 1750 wurde in dieser Gegend das Moor abgegraben. Dies führte u. a. zur Entstehung des nahegelegenen Sees De Leien. Nach der Moorkolonisierung gab es für die Moorarbeiter keine Arbeit mehr. Das Bevölkerungswachstum des ursprünglichen Ortskerns 't Heechsân geriet seitdem ins Stocken, dahingegen entwickelte Eastermar sich stetig weiter. Die Lage an der Lits ermöglichte Schifffahrt und Handel. In der Nähe des Dorfes entstanden nach der Moorkolonisierung zahlreiche Bauernhöfe. Von 1904 bis 1964 gab es im Dorf eine Molkerei. Den Verlust von Arbeitsstellen wegen der Schließung der Molkerei wurde um 1960 ausgeglichen mit dem Bau des neuen Gewerbegebiets am nahegelegenen Prinses-Margriet-Kanal. 2007 wurde das Hafengebiet mit dem Namen De Komerk fertiggestellt.

## Persönlichkeiten
- Marten Baersma (1890–1918), Friesischer Autor
- Doutzen Kroes (1985), Fotomodel
- Dam Jaarsma (1914–1991), Friesischer Autor und Dichter

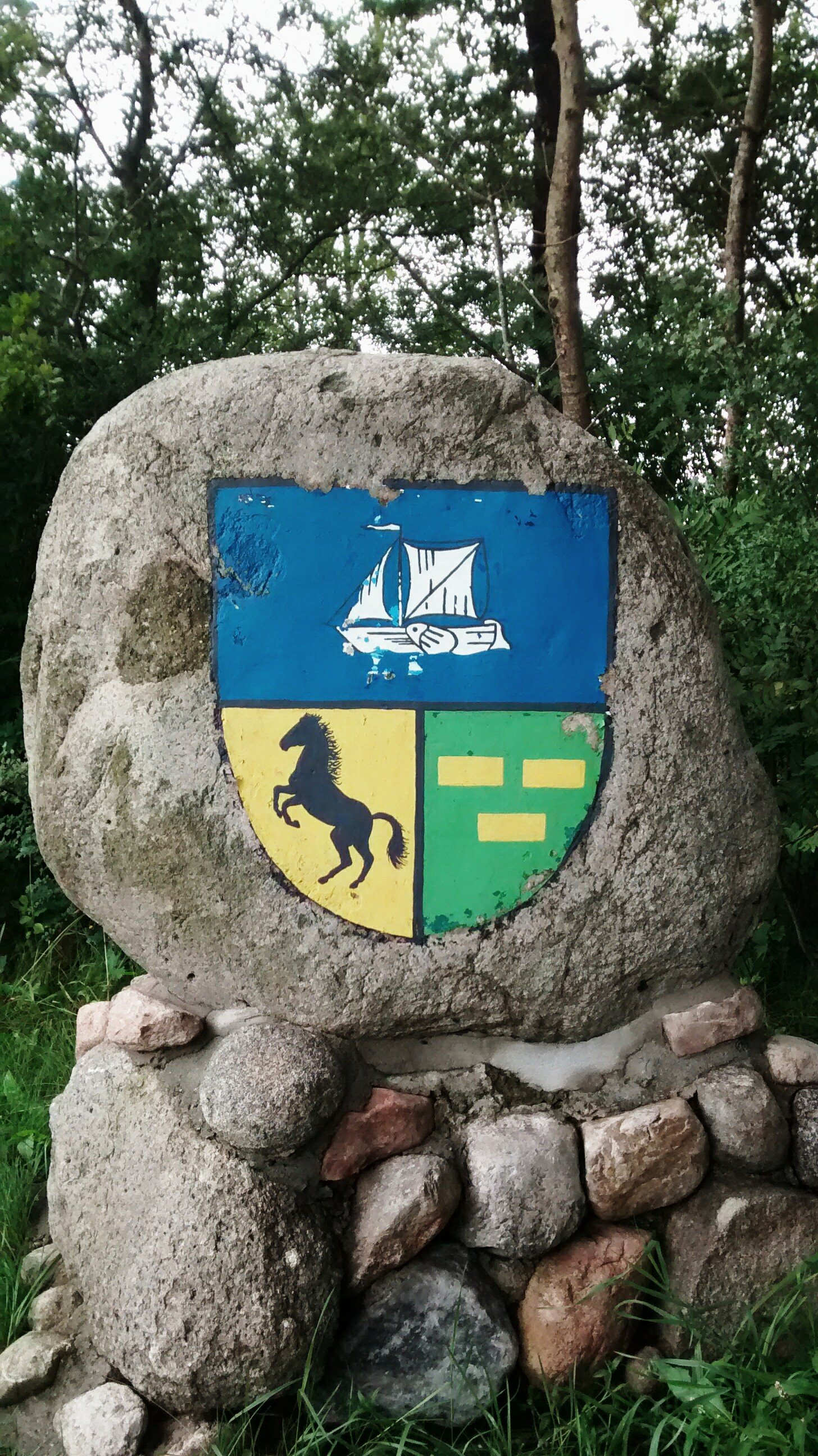
Ortseingang Eastermar